# Saint-Clair (Tarn-et-Garonne)
Saint-Clair település Franciaországban, Tarn-et-Garonne megyében. Lakosainak száma 258 fő (2022. január 1.). Saint-Clair Castelsagrat, Gasques, Goudourville, Saint-Paul-d’Espis és Saint-Vincent-Lespinasse községekkel határos.

## Népesség
A település népessége az elmúlt években az alábbi módon változott:
| Lakosok száma | 273  | 276  | 283  | 273  | 269  | 264  | 260  | 258  | 258  |
|               | 2013 | 2015 | 2016 | 2017 | 2018 | 2019 | 2020 | 2021 | 2022 |